# النهال (نجم)
النهال نجم مزدوج أو متعدد في كوكبة الأرنب وثاني ألمع نجم في الكوكبة.

## خصائص
يبعد نجم النهال حوالي 160 سنة ضوئية (49 فرسخ فلكي) من الأرض ، استنادا إلى قياسات التزيح التي قام بها القمر الصناعي هيباركوس. قدرة الظاهري (2.84m) كتلة هذا النجم تعادل 3.5 مرة كتلة الشمس وعمرة يقدر بحوالي 240 مليون سنة، وهو وقت يكفي لنجم بهذة الضخامة لاستهلاك الهيدروجين في قلب النجم ويتطور بعيدا عن النسق الأساسي،ليصبح عملاق ساطع من النوع-G.
ولقد لوحظ تقلب سطوع النجم المرافق B ويتم فهرستة كنجم متغير مشكوك فية NSV 2008. وباستخدام البصريات التكيفية على مقراب أيوس في مرصد هالاكالا، وجد أن الزوج النجمي مفصول بزاوية قدرها 2.58 ثانية قوسية عند زاوية موضع تبلغ 1.4 درجة.

## التسمية
Beta Leporis هي تسمية باير لهذا النجم ومعروف أيضا باسمه التقليدي Nihal . في مايو 2016 انشئ الاتحاد الفلكي الدولي فريق عمل الاتحاد الفلكي الدولي للأسماء النجوم (WGSN) لفهرست وتوحيد الأسماء الخاصة للنجوم . للمجتمع الفلكي الدولي. وصدرت النشرة الأولى لفريق عمل الاتحاد الفلكي الدولي للأسماء النجوم في شهر يوليو 2016 تتضمن جدولا للدفعتين الأوليين من الأسماء التي وافق عليها WGSN؛ وشملت Nihal لهذا النجم